# Gorden Tallis
Pour les articles homonymes, voir Tallis (homonymie).

a Compétitions nationales et continentales officielles uniquement.

b Matchs officiels uniquement.
Gorden James Tallis, né le 17 juillet 1973 à Townsville, est un ancien joueur de rugby à XIII australien évoluant au poste de deuxième ligne dans les années 1990 et 2000. Au cours de sa carrière, il a été international australien remportant notamment la Coupe du monde 2000 et a été sélectionné en Queensland Maroons pour le State of Origin dans les années 1990 et 2000. En club, il débute aux St. George Dragons avant de rejoindre les Brisbane Broncos où il est capitaine de 2001 à 2004. En 1998, il a reçu la Clive Churchill Medal.